# Žilava ljuskavica
Žilava ljuskavica (lat. Pholiota lenta) je nejestiva gljiva iz porodice strnišnica Strophariaceae. 

## Opis
- Klobuk žilave ljuskavice je širok od 4 do 7 centimetara, konveksan, gladak, za vlažna vremena jako mazav i ljepljiv, u mladosti prekriven finim vlaknastim čehicama bijele boje što se osobito ističe za suha vremena; čehice su prema rubu sve gušće, u pravilu je bjelkast, sredina je ilovasto oker boje, prilično mesnat, tvrd.
- Listići su gusti, najprije bjelkasti, zatim poprime ilovastu boju; nejednako dugi, prirasli za stručak ili kao da se naizmjenično i bez pravila lagano spuštaju po stručku.
- Stručak je visok od 5 do 8 centimetara, debeo od 0,7 do 1 centimetar, valjkast, pri dnu najčešće svinut i lagano zadebljan, pun, bijel, na osnovi smeđast ili žućkast; do visine vjenčića prekriven vlaknasto bijelim i uzdignutim čehicama, po vlažnom vremenu čehice nisu osobito vidljive.
- Meso je bjelkasto, žilavo, na osnovi stručka smeđasto; nema osobit miris, okus podsjeća na rotkvicu.
- Spore su glatke, eliptično duguljaste, gotovo svinute, 6 – 7 x 3 - 4 μm; otrusina je oker boje.

## Kemijske reakcije
Meso se u dodiru s kalijevom lužinom i amonijevim hidroksidom oboji žuto, sa željeznim sulfatom trenutačno pozeleni, dok s fenolanilinom meso postaje vinsko crveno. 

## Stanište
Žilava ljuskavica raste krajem ljeta i u jesen po šumama na otpalom lišću, odnosno na otpalim iglicama i ostacima drva.     

## Upotrebljivost
Žilava ljuskavica vjerojatno nije jestiva.

## Sličnosti
Žilava ljuskavica se može naći u Maksimirskoj šumi na otpalim granama hrasta. Ako žilavu ljuskavicu nađemo po suhom vremenu, ne bi trebalo biti problema s determinacijom. Međutim, ako u vrijeme njezina rasta padaju jake kiše, tada se donekle izgube karakteristična svojstva, kao što je čehavi stručak i čehavi klobuk što bi moglo stvarati izvjesnu zabunu. 

## Slike
|  |  |  |  |  |
|  |  |  |  |  |

## Vanjske poveznice
|  | Zajednički poslužitelj ima stranicu o temi Pholiota lenta    |
|  | Zajednički poslužitelj ima još gradiva o temi Pholiota lenta |